# Iriga
Iriga – miasto na Filipinach, w prowincji Camarines Sur, w regionie Bicol. W 2015 liczyło 111 800 mieszkańców.